# Scrophularia minima
Scrophularia minima är en flenörtsväxtart som beskrevs av Friedrich August Marschall von Bieberstein. Scrophularia minima ingår i släktet flenörter, och familjen flenörtsväxter. Inga underarter finns listade i Catalogue of Life.